# Der letzte Cowboy
Der letzte Cowboy (Arbeitstitel Der rheinische Cowboy) ist eine von Molina Film für den WDR produzierte Miniserie über einen zurück ins Vertreterleben geworfenen Mann mittleren Alters, der alles auf eine Karte setzen muss. Hinter jeder Tür, an der er klingelt, wartet eine neue Herausforderung auf ihn. Regie führte Lars Jessen nach einem Serienkonzept von Lars Albaum, der auch zusammen mit Sonja Schönemann und Markus Barth die Drehbücher schrieb. Der WDR strahlte die Serie ab dem 26. Dezember 2016 innerhalb von drei Tagen aus.

## Handlung
Hasso Gründel ist ein Außendienst-Koordinator der Firma „Kattelmann“, eines traditionellen Staubsaugerherstellers. Er hat es sich in der Mitte des Lebens eingerichtet, lebt mit der Ehefrau Melanie sein bürgerlich ruhiges Leben in der Doppelhaushälfte. Doch der wirtschaftliche Wandel macht auch vor dem Staubsaugergeschäft nicht halt und mit einem neuen Chef kommt auch neuer Wind in den Laden. Die von Haustür zu Haustür ziehenden Handelsvertreter werden von einem auf den anderen Tag entlassen und Hasso Gründel soll auch gleich gehen.
Doch er bekommt eine Chance. Wenn es ihm gelingt eigenständig sechzig Exemplare des legendären „Kattelmann“-Modells „Panther 2000“ zu verkaufen, dann darf er bleiben. Hasso nimmt die Herausforderung an, zusammen mit der Hauskatze der Gründels, denn Melanie ist in der Kur und der Kater darf nicht alleine gelassen werden. Hasso zieht also los Klinken putzen. Staubsauger setzt er nicht erfolgreich um, aber dafür gibt’s von ihm jede Menge Lebenshilfe, egal was ihn hinter der nächsten Wohnungstür erwartet. Denn jede Wohnung hat ein Geheimnis hinter der wohl gepflegten Fassade.

## Hintergrund
Der angekündigte Storybogen deutet auf eine Ähnlichkeit mit dem erzählerischen Konzept der NDR-Serie Tatortreiniger hin, nur ohne die blutigen Überreste von Ermordeten. Für die Produktionsfirma Molina Film und die ausführende Produzentin Jutta Müller, die bereits viel Erfahrung bei Fernsehfilmproduktionen, speziell des Tatort haben, ist dies auch ein Schritt zur Serienproduktion.
Die Dreharbeiten fanden rund um Köln statt, gedreht wurde vom 26. Oktober bis 17. Dezember 2015.
Episodenrollen hatten:
- Christa Rockstroh: Gabi Reckmann (Ep. 1)
- Gabriela Maria Schmeide: Maria Fischer (Ep. 1)
- Nadine Wrietz: Carola Berg (Ep. 2)
- Matthias Weidenhöfer: Andy Huhn (Ep. 2)
- Lina Wendel: Barbara Bargfeld (Ep. 3)
- Daniel Friedrich: Boris Bargfeld (Ep. 3)
- Stefan Schad: Hannes Roth (Ep. 4)
- Emma Drogunova: Janina Roth (Ep. 4)
- Swetlana Schönfeld: Veronica Fitzmann (Ep. 5)
- Maya Bothe: Daniela Wüst (Ep. 5)
- Jan Georg Schütte: Therapeut (Ep. 6)
- Marc Zwinz: Psychiater (Ep. 6)